# Pierre Cardinal
Pour l’article homonyme, voir Peire Cardenal.
Pierre Cardinal est un réalisateur, scénariste et producteur français né le 8 juin 1924 à Alger et mort le 16 mai 1998 à Saint-Martin-aux-Buneaux (Seine-Maritime).

## Biographie

### Jeunesse et études
Frère aîné de l’écrivain Marie Cardinal (1928-2001), Pierre Cardinal naît le 8 juin 1924 à Alger (Algérie française). Fils d’un industriel aisé, profondément marqué par la guerre et par la figure charismatique du général de Gaulle, il s’engage en 1944 comme volontaire dans l’armée française, participe au débarquement de Provence, et traverse la France avec l’armée du général de Lattre de Tassigny.
Après la guerre, il retourne en Algérie pour achever ses études secondaires au lycée d'Alger, puis étudie de 1946 à 1948 à l’Institut des hautes études cinématographiques à Paris, avant d’y enseigner la mise en scène 1955-1956.

### Carrière
Pierre Cardinal commence sa carrière cinématographique en 1949, en tant qu’assistant de réalisateur et tourne son premier film en 1951. Il réalise deux films pour le cinéma avant de se consacrer exclusivement à la télévision dès le début des années 1960.
Spécialiste des grandes dramatiques de la télévision pendant plus de 30 ans, il a adapté pour la télévision de nombreuses œuvres littéraires, de Voltaire, Diderot, Flaubert, Mauriac, Maupassant, Stendhal, Zola, Malraux… Cardinal a également mis en scène des ouvrages historiques comme Saint-Just et la Force des choses d’Albert Ollivier ou les Mémoires de guerre de De Gaulle.
Il est parallèlement l'auteur de deux romans, La Kahéna (1975) et Aldemione (1981).
Directeur du département film de la Société française de production (SFP) (1983), commissaire à la Société des auteurs et compositeurs dramatiques (SACD) (1988). Lauréat du prix des Critiques (1969), du prix Albert Ollivier (1971 et 72), du prix Sept d’Or de Télé 7 jours (1978), du prix de la Fondation de France (1978 et 1984), il est également chevalier de la Légion d'honneur.
Pierre Cardinal meurt le 16 mai 1998 à Saint-Martin-aux-Buneaux (Seine-Maritime) à l'âge de 74 ans. Il est inhumé dans le cimetière de la commune.

## Distinctions
- Chevalier de la Légion d'honneur

## Filmographie

### Cinéma
- 1949 : L'Extravagante Théodora d'Henri Lepage - en tant qu'assistant-réalisateur
- 1950 : Une nuit de noces de René Jayet - en tant qu'assistant-réalisateur
- 1951 : Le Chéri de sa concierge de René Jayet - en tant qu'assistant-réalisateur
- 1952 : Au cœur de la Casbah - également scénariste et producteur
- 1955 : Fantaisie d'un jour - également scénariste et producteur

### Télévision

#### Téléfilms
- 1961 : Le Rouge et le Noir, d'après le roman homonyme de Stendhal[2] - également scénariste
- 1962 : Candide ou l’Optimisme d'après le conte philosophique homonyme de Voltaire[3],[4] - également scénariste
- 1965 : Destins
- 1966 : La Grande Peur dans la montagne - également scénariste
- 1967 : L'Œuvre[5] - également scénariste
- 1968 : La Bonifas d’après Jacques de Lacretelle
- 1968 : La Beauté sur la terre d'après le roman homonyme de Ramuz
- 1969 : Le Ciel et l'Enfer d’après Prosper Mérimée
- 1971 : Vipère au poing[6], d'après le roman homonyme d'Hervé Bazin
- 1971 : Sous le soleil de Satan  d’après Georges Bernanos - également scénariste
- 1971 : Silbermann, d'après l'œuvre de Jacques de Lacretelle
- 1972 : La Dame aux camélias de Robert Maurice - en tant que scénariste
- 1972 : Les Fossés de Vincennes[7]
- 1972 : La Mare au diable d'après George Sand
- 1974 : Madame Bovary
- 1975 : Saint-Just et la Force des choses[8]
- 1978 : 68 dans le monde
- 1979 : Mers El-Kebir
- 1980 : La Vie de Pierre de Coubertin
- 1984 : Dialogues des Carmélites

#### Séries télévisées
- 1961 : L'Esprit et la Lettre
- 1961 : Élan blanc
- 1963 : La Route
- 1964 : Les Beaux Yeux d'Agatha
- 1976 : La Vie de Marianne
- 1978 : Mazarin
- 1983 : Bel-Ami
- 1988 : Phèdre